# Флаг Костромы
Флаг муниципального образования городской округ город Кострома́ Костромской области Российской Федерации является, наряду с гербом Костромы, официальным символом муниципального образования.
Ныне действующий флаг утверждён 28 ноября 2002 года и внесён в Государственный геральдический регистр Российской Федерации с присвоением регистрационного номера 1491.

## Описание флага
Первый флаг города Костромы был утверждён решением Думы города Костромы от 22 августа 2002 года № 154 «О флаге города Костромы». Описание флага гласило:
Флаг города Костромы представляет собой прямоугольное полотнище, его высота относится к ширине как 2 к 3 (2/3). Прямоугольник полотнища разделён на четыре горизонтальные полосы в последовательности (сверху вниз): голубая, золотистая, белая, синяя. Каждая полоса флага относится к его высоте как: голубая — 1/2, золотистая — 1/8, белая — 1/8, синяя — 1/4. Последовательность расположения цветных горизонтальных полос флага символизирует панораму старинного русского волжского города, при этом: голубой — небо, золотистый — купола храмов, белый — архитектуру города, синий — река Волга. Цвета флага являются и основными цветами герба города Костромы, в котором голубой — небо, золотистый — галера и лица гребцов, белый — паруса и одежда гребцов, пена (гребешки) волн, синий — река. В центре флага находится двухстороннее изображение основного элемента герба города Костромы — развернутой от древка золотистой галеры под штандартом с двуглавым орлом: в галере — десять гребцов в белых одеждах.
28 ноября 2002 года, в соответствие с рекомендациями Геральдического совета при Президенте Российской Федерации, решением Думы города Костромы № 207, было утверждено новое описание флага города Костромы:
Прямоугольное полотнище с соотношением сторон 2:3, разделённое по горизонтали на 4 полосы — голубую, жёлтую, белую и синюю, занимающие соответственно 2/3, 1/12, 1/12 и 1/6 площади полотнища; на верхней полосе со сдвигом к древку воспроизведена развёрнутая от древка жёлтая галера с белыми парусами и императорским штандартом.

## Обоснование символики
При создании флага использован исторический герб Костромы с изображением галеры под императорским штандартом. Данный городской символ существует с октября 1767 года, жалован Костроме императрицей Екатериной II в знак посещения города в том же году.
Последовательность расположения цветных горизонтальных полос флага символизирует панораму старинного русского волжского города, при этом: голубой — небо, золотистый — купола храмов, белый — архитектуру города, синий — реку Волгу.